# Rushville, New York
Rushville är en ort (village) i Ontario County, och Yates County, i delstaten New York. Vid 2010 års folkräkning hade Rushville 677 invånare.